# Diapar
 (février 2019).
Si vous disposez d'ouvrages ou d'articles de référence ou si vous connaissez des sites web de qualité traitant du thème abordé ici, merci de compléter l'article en donnant les références utiles à sa vérifiabilité et en les liant à la section « Notes et références ».
Diapar (pour Distribution Alimentaire Parisienne) est une entreprise française de grande distribution fondée en 1974. Elle est particulièrement développée en région parisienne, avec ses magasins G20 notamment.

## Histoire
Le groupe Diapar est né en 1974 de la fusion des établissements Bise et Laproste à Wissous. 
Un an plus tard, 20 supermarchés indépendants se rassemblent afin de créer l'enseigne G20.
En 1980, Diapar adhère à la centrale Francap, afin de distribuer les produits de marque Belle France.

## Enseignes

### G20
L'enseigne G20 est créée en 1975 par vingt supermarchés indépendants. Depuis 1999, l'enseigne se développe en dehors de la région parisienne.

### Diagonal
Diagonal voit le jour en 1990 pour des supermarchés situés en centre-ville sur une surface comprise entre 300 et 500 m². Un programme de fidélité est mis en place en 2010. En juillet 2021, l'enseigne compte 85 points de vente dont près de 70% dans la région Île-de-France.

### Sitis
L'enseigne Sitis est créée en 1990 pour des supérettes et supermarchés sur une surface comprise entre 100 et 300 m². En 2012, l'enseigne applique un nouveau concept et change d'identité visuelle à cette occasion en gardant l'enseigne Sitis Market. Par ailleurs, un programme de fidélité est mis en place durant cette même année.

### Votre Marché
L'enseigne Votre Marché voit le jour au cours de l'année 1998 avec un premier point de vente en région parisienne. La surface des magasins est de 100 m² environ.

## Nombre de magasins
(juillet 2021).
- G20 : 130 (dont 70 % en région parisienne et 30 % en province)
- Diagonal : 59 (dont 60 % en région parisienne et 40 % en province)
- Sitis : 65 (dont 55 % en province et 45 % en région parisienne)
- Votre Marché : 40

## Identité visuelle

### Slogans

#### Diagonal
- Années inconnues : « Des prix sans détours »

#### Sitis
- De 1990 à 2012 : « Le relais du frais »
- Depuis 2012 : « Mes courses au quotidien »